# Francisco Régis Clet
Francisco Régis Clet (Grenoble, 1748 - Wuchang, 17 de febrero de 1820) fue un presbítero y misionero francés, perteneciente a la orden de los lazaristas, martirizado en China durante su misión evangelizadora en ese país.

## Hagiografía
Francisco nació en Grenoble, comuna del entonces Reino de Francia, gobernado por los Borbones, en 1748. François-Régis es el decimotercer de quince hijos del comerciante de lienzos Césaire Clet y Claire (o Claudine) Bourquy (o Bourquis), de la familia materna de Henri Beyle (Stendhal). Una de sus hermanas se hizo carmelita y uno de sus hermanos se hizo cartujo. 
Inició sus estudios en el colegio de Grenoble. A petición suya, continuó los estudios con los vicencianos en Lyon, en cuyo seminario ingresó en 1769. Con veintiún años, ingresó a la Orden de la Misión, fundada por el sacerdote francés Vicente de Paúl en 1625. Hizo su profesión religiosa pronunciando sus votos vicencianos el 18 de marzo de 1771. El hermano François-Régis Clet fue ordenado sacerdote dos años más tarde, el 27 de marzo de 1773. Luego fue profesor de moralidad durante quince años en el Gran Seminario de Annecy, donde recibe el apodo de “biblioteca itinerante”. En 1788, sus hermanos le encargaron representarlos en la asamblea general de sacerdotes de la misión; el nuevo superior lo eligió como director del seminario mayor y casa madre de los vicentinos.
El padre Clet pidió en 1791 ir a misiones. Se acepta su solicitud gracias a la oportunidad de que un barco partía hacia Macao y a una renuncia; se embarcó en Lorient el 10 de abril de 1791 con destino a China. Llegó a Macao el 15 de octubre de 1791 y permaneció allí unos meses. Luego se dirigió, disfrazado, a la región de Kiang-si (Jiangxi), donde fue el primer misionero europeo. No puede aprender el idioma local y tiene dificultades para soportar el clima. Partió en 1793 hacia Hou-kouang (situado entre Shaanxi y Guangdong), en donde ejerce de superior de la misión.
Allí experimentó las persecuciones de 1805, 1811 y 1818. Fue detenido el 6 de junio de 1819, cerca de Nan-Yang-Fou, y encarcelado. Torturado varias veces, finalmente fue condenado a muerte por estrangulamiento. Le martirizaron la noche del 17 al 18 de febrero de 1820 en Ou-Tchang-Fou1 y murió el 18 de febrero.
Beatificado el 17 de mayo de 1900, François-Régis Clet fue finalmente canonizado por Juan Pablo II el 1 de octubre del año 2000. Su fiesta se celebra el 18 de febrero, principalmente en Saboya (archidiócesis de Chambéry, Maurienne y Tarentaise, diócesis de Annecy y diócesis de Grenoble-Vienne), y el 9 de julio con el grupo de los 120 mártires de China. Su tumba se encuentra en la capilla de los Vicencianos, en la rue de Sèvres de París.

## Galería

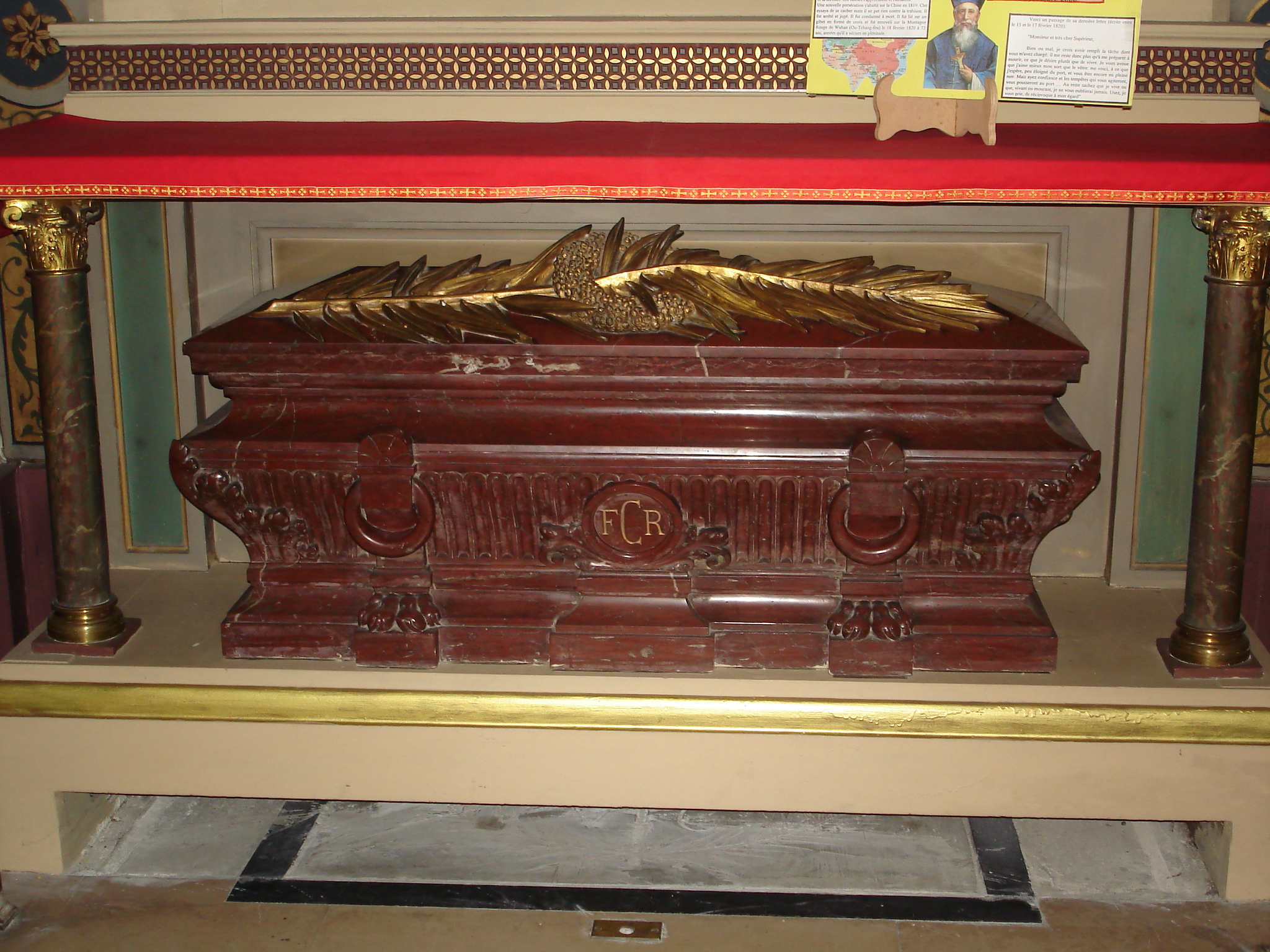
Tumba del santo en en la Capilla de San Vicente Paúl.
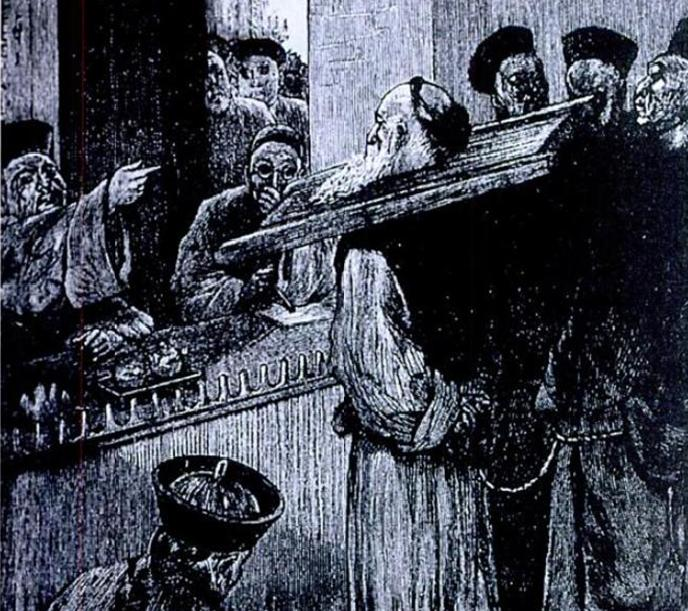
El padre Clet, con un grillete de madera para el cuello, ante sus jueces en 1820.
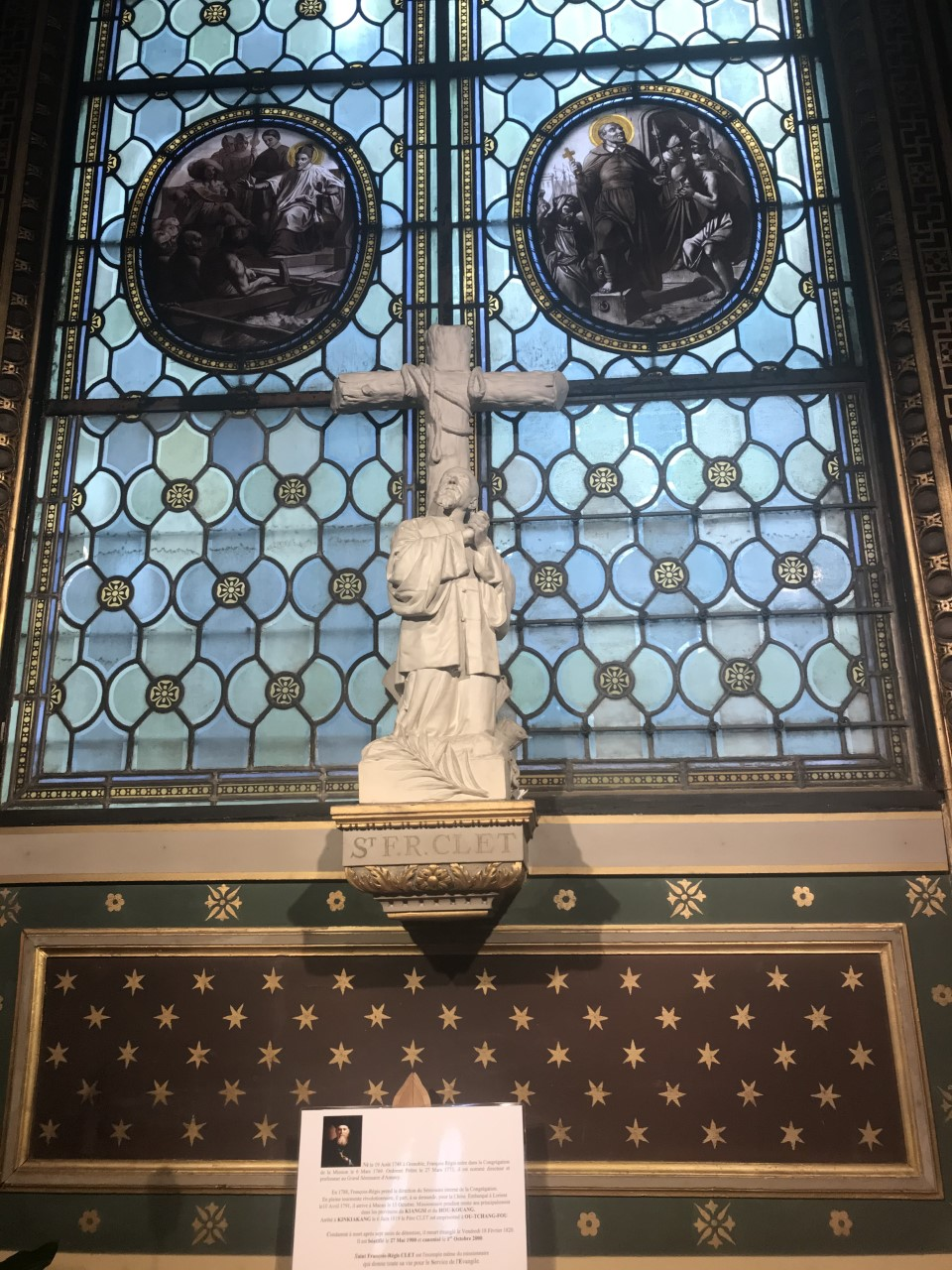
Estatua del altar de San Francisco Régis Clet en la Capilla de San Vicente Paúl de París